# Kaługowiec

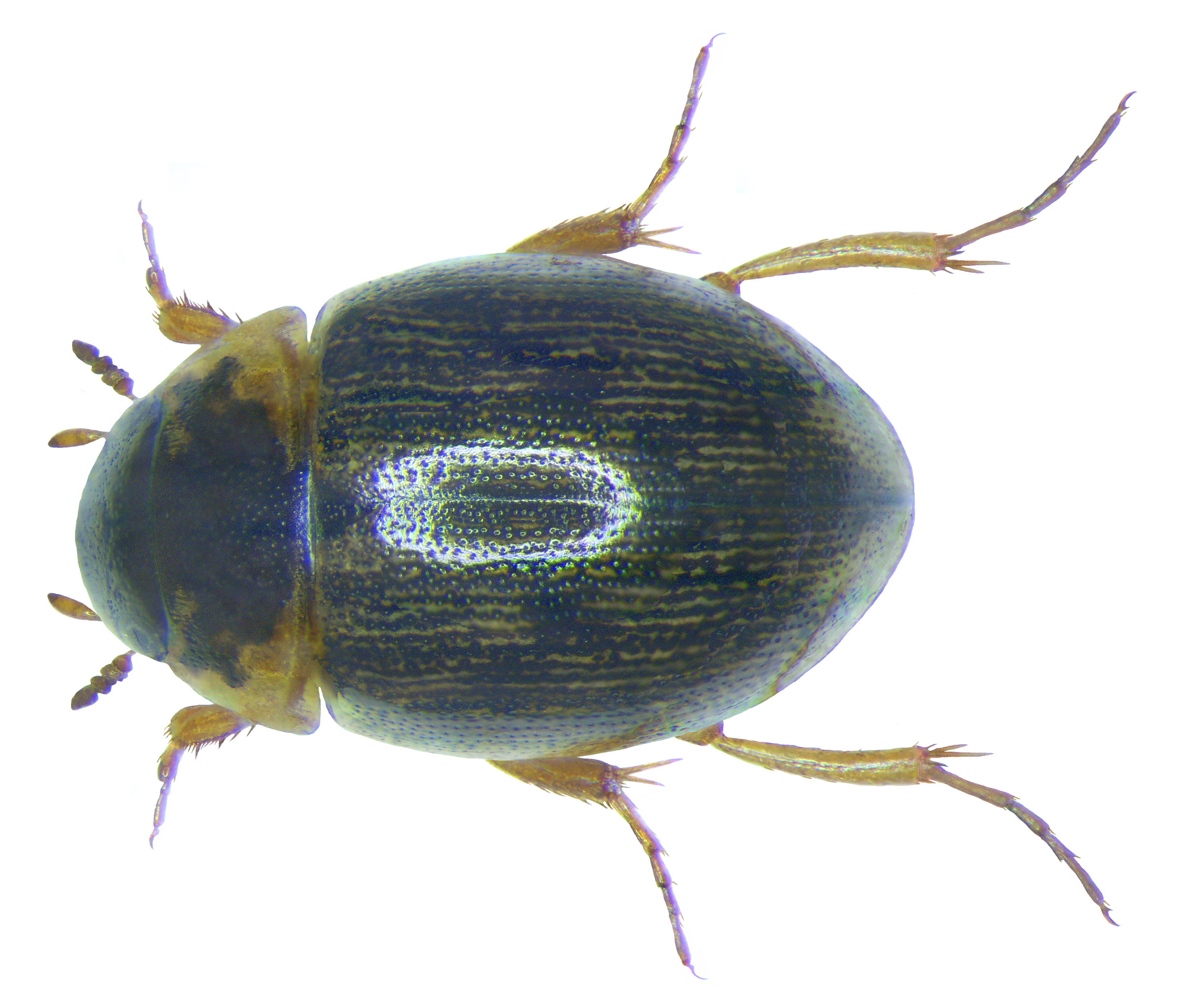
Laccobius bipunctatus

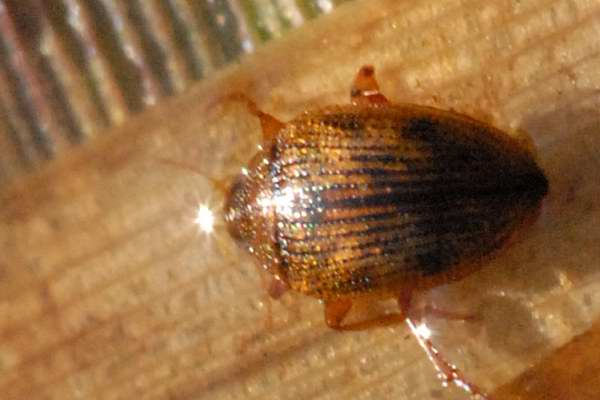
Laccobius minutus

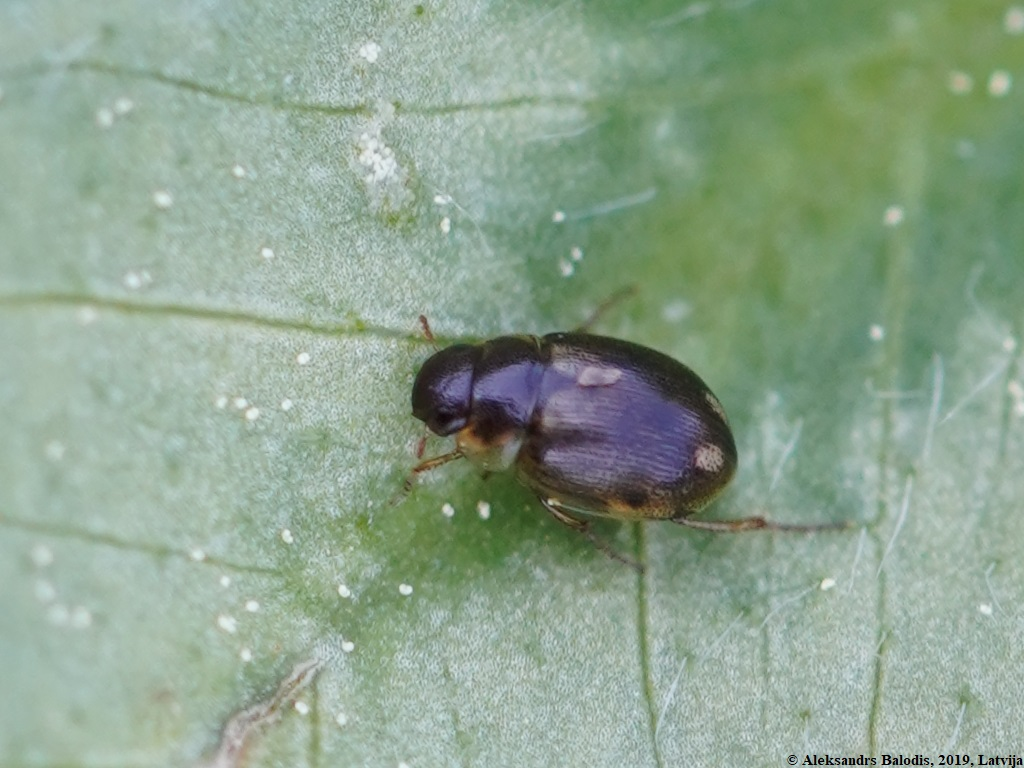
Laccobius cinereus

Kaługowiec (Laccobius) – rodzaj chrząszczy z rodziny kałużnicowatych, podrodziny Hydrophilinae i plemienia Laccobiini. Znany ze wszystkich kontynentów oprócz Ameryki Południowej i Antarktydy. Obejmuje około 260 opisanych gatunków.

## Morfologia

### Owad dorosły
Chrząszcze o owalnym, wysklepionym w stopniu słabym do umiarkowanego ciele długości od 1,6 do 4 mm. Ubarwienie wierzchu ciała jest żółtawe z ciemną, metaliczną plamą pośrodku przedplecza oraz rozmaicie wykształconym ciemnym wzorem na pokrywach.
Głowa ma duże oczy złożone, przed którymi nie jest zwężona. Czułki zbudowane są z ośmiu (u podrodzaju Glyptolaccobius z siedmiu) członów, z których trzy ostatnie formują buławkę. Nadustek ma przednią krawędź szeroko wykrojoną, w sposób rozlegle odkrywający dobrze zesklerotyzowaną wargę górną. Błona łącząca nadustek z wargą nie jest widoczna. Głaszczki szczękowe są krótkie, krótsze niż szerokość głowy, o wszystkich członach zakrzywionych do wewnątrz.
Przedplecze jest wyraźnie szersze niż dłuższe. Tarczka jest dobrze widoczna, z tyłu zaostrzona. Pokrywy mogą mieć mniej lub bardziej uporządkowane rzędy punktów lub być punktów rzędowych pozbawione, natomiast zawsze pozbawione są rządków przytarczkowych. Krawędzie pokryw zwykle są niepiłkowane, rzadziej delikatnie piłkowane. Przód śródpiersia jest zwężony, a środek sklepiony w wyrostek lub wyniosłość. Powierzchnia zapiersia jest płaska. Odnóża pary środkowej i tylnej pozbawione są hydrofobowego owłosienia na udach. Golenie wszystkich par pozbawione są włosków pływnych. Stopy wszystkich par odnóży są pięcioczłonowe, a te przedniej pary u samców mają rozszerzone człony drugi i trzeci. Charakterystyczną cechą odnóży tylnej pary są powiększone i odłączone od ud krętarze.
Na spodzie odwłoka widocznych jest sześć sternitów, z których piąty ma tylną krawędź całobrzegą, pozbawioną wykrojenia.

### Larwa
Głowa larwy pozbawiona jest szwu koronalnego, a szwy czołowe nie są ku tyłowi zbieżne. Przedni brzeg głowy ma nieregularnie zaokrąglone i pozbawione wyraźnego ząbkowania nasale oraz nachodzące na nie, niesymetryczne adnasalia, z których prawe jest nagie, a lewe opatrzone szeregiem tęgich szczecinek. Żuwaczki również są niesymetryczne, prawa ma od dwóch do trzech ząbków wewnętrznych, z których ten położony najbardziej nasadowo jest zdrobniały, lewa zaś ma liczne kolce na ząbkach. Szczęki mają palpifery znacznie krótsze niż głaszczki. Na bardzo małej wardze dolnej zupełnie brak jest języczka. Oddychanie u większości podrodzajów następuje z użyciem powietrza atmosferycznego – na szczycie odwłoka znajduje się zamykany przedsionek z przetchlinkami (larwa metapneustyczna). Wyjątkiem są tylko bentosowe larwy Laccobius (Yateberosus), u których przedsionek przetchlinkowy uległ redukcji, a oddychanie następuje za pomocą długich skrzelotchawek.

## Ekologia i występowanie
Chrząszcze wodne, ląd wykorzystujące tylko w stadium poczwarki. Większość gatunków zamieszkuje strefę przybrzeżną wód płynących, zwłaszcza strumieni i potoków. Niektóre gatunki orientalne zasiedlają mokre skały (siedliska higropetryczne). Rzadko kaługowce znajdywane są w wodach stojących.
Rodzaj kosmopolityczny, aczkolwiek brak go w Ameryce Południowej. W Polsce reprezentowany jest przez 13 gatunków (zobacz: kałużnicowate Polski).

## Taksonomia
Takson ten wprowadzony został w 1837 roku przez Wilhelma Ferdinanda Erichsona. Gatunkiem typowym wyznaczono opisaną w 1758 roku przez Karola Linneusza Chrysomela minuta. W 1922 roku omawiany rodzaj umieszczony został po raz pierwszy w plemieniu Laccobiini przez Constanta Vincenta Houlberta w obecnej randze.
Do rodzaju tego należy około 260 opisanych gatunków, z wyjątkiem kilku gatunków wymarłych sklasyfikowanych w ośmiu podrodzajach:
- podrodzaj: Laccobius (Compsolaccobius) Ganglbauer, 1904
- podrodzaj: Laccobius (Dimorpholaccobius) Zaitzev, 1938
- podrodzaj: Laccobius (Glyptolaccobius) Gentili, 1989
- podrodzaj: Laccobius (Hydroxenus) Wollaston, 1867
- podrodzaj: Laccobius (Laccobius) Erichson, 1837
- podrodzaj: Laccobius (Microlaccobius) Gentili, 1974
- podrodzaj: Laccobius (Notoberosus) Blackburn, 1895
- podrodzaj: Laccobius (Yateberosus) Sato, 1966
- podrodzaj: incertae sedis
  - †Laccobius elongatus Scudder, 1878
  - †Laccobius flachii Łomnicki, 1894
  - †Laccobius priscus Oustalet, 1870
  - †Laccobius vetustus Oustalet, 1874

W zapisie kopalnym przedstawiciele rodzaju znani są od eocenu.